# لوئیجی چیمارا
لوئیجی چیمارا (ایتالیایی: Luigi Cimara؛ ‏ ۱۹ ژوئیهٔ ۱۸۹۱ – ۲۶ ژانویهٔ ۱۹۶۲) هنرپیشه اهل ایتالیا بود.
از فیلم‌هایی که وی در آن نقش داشته‌است، می‌توان به سرنوشت، یک دم رسوایی، دورا نلسون، نخستین عشق و آدم و حوا اشاره کرد.